# Konstantin Michailowitsch Klimtschenko
Konstantin Michailowitsch Klimtschenko (russisch Константин Михайлович Климченко; * 1816; † 29. September 1849 in Rom) war ein russischer Bildhauer.

## Leben
Klimtschenko studierte ab 1834 als Externer in St. Petersburg an der Kaiserlichen Akademie der Künste (IACh). Für seine Arbeiten erhielt er zwei Kleine Silbermedaillen (1834, 1837), eine Große Silbermedaille und eine Kleine Goldmedaille für das Basrelief des Opfers Abrahams (1838). Er schloss das Studium 1839 mit der Statue des Paris mit dem Apfel ab, für die er die Große Goldmedaille mit einem Auslandsreisestipendium erhielt und zum Künstler mit dem Anrecht auf die 14. Rangklasse ernannt wurde.
Das Projekt zur Errichtung eines Denkmals für Nikolai Karamsin in Simbirsk, das 1938 von Samuil Friedrich Halberg begonnen worden war, wurde nach Halbergs Tod 1839 von Halbergs Schülern Nikolai Ramasanow, Anton Iwanow, Pjotr Stawasser und Klimtschenko zu Ende geführt. Das Denkmal wurde im August 1845 eingeweiht.
1842 wurde Klimtschenko als Stipendiat der IACh ins Ausland geschickt. In Rom schuf er die Statuen Mädchen mit Spiegel und Narziss in sein Spiegelbild verliebt (1846). Er entwarf eine Bacchantin und plante Skulpturen für die Außenwände der Moskauer Christ-Erlöser-Kathedrale.

## Werke (Auswahl)

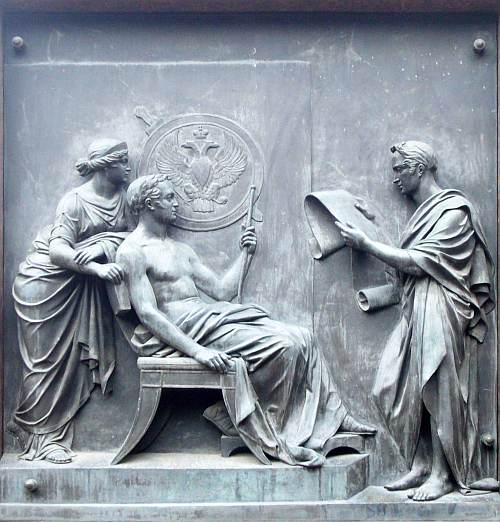
Karamsin liest Alexander I. aus seiner Geschichte des russischen Staates vor, Karamsin-Denkmal, Simbirsk
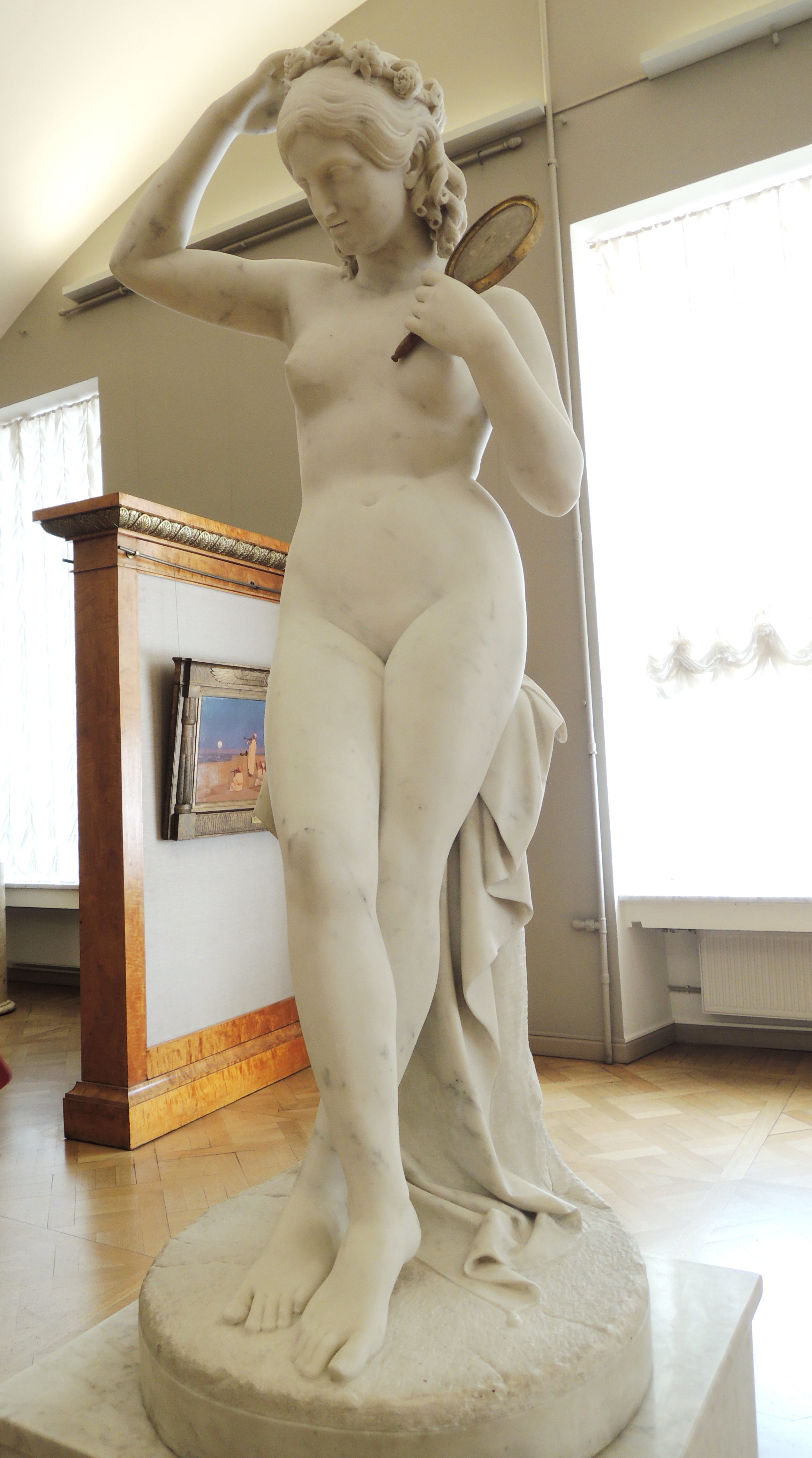
Mädchen mit Spiegel, Russisches Museum, St. Petersburg
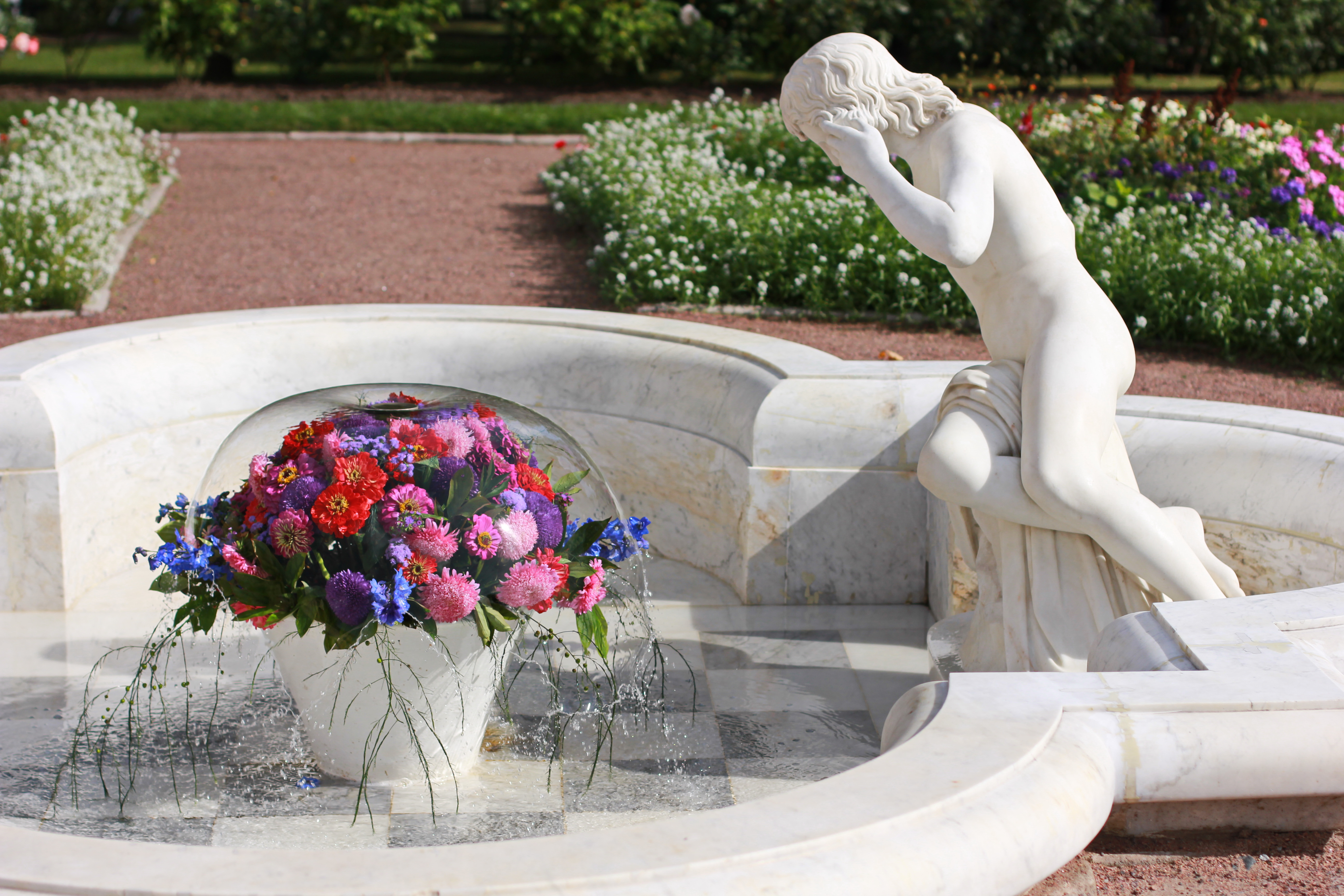
Springbrunnen mit Narziss, Kolonistski Park, St. Petersburg